# St. Anger (singel)
St. Anger – pierwszy singel amerykańskiego zespołu Metallica z ich ósmego albumu studyjnego o tym samym tytule. Na 46. rozdaniu nagród Grammy zdobył statuetkę dla najlepszego utworu metalowego w 2003 roku. Wideoklip do utworu został nagrany w więzieniu San Quentin w Kalifornii.

## Lista utworów
CD Singel 1
1. 1. "St. Anger"
2. 2. "Commando" (Ramones cover) – 1:48
3. 3. "Today Your Love, Tomorrow the World" (utwór Ramones) – 2:13

CD Singel 2
1. 1. "St. Anger"
2. 2. "Now I Wanna Sniff Some Glue" (utwór Ramones)
3. 3. "Cretin Hop" (utwór Ramones)
4. 4. "St. Anger" – wideoklip

Winyl
1. 1. "St. Anger"
2. 2. "We're a Happy Family" (utwór Ramones) – 2:20

Singel Promocyjny
1. 1. St. Anger (wersja singlowa)
2. 2. St. Anger (wersja albumowa)